# 416年
| 千纪： | 1千纪 |
| 世纪： | 4世纪 \| 5世纪 \| 6世纪 |
| 年代： | 380年代 \| 390年代 \| 400年代 \| 410年代 \| 420年代 \| 430年代 \| 440年代                                                                                                |
| 年份： | 411年 \| 412年 \| 413年 \| 414年 \| 415年 \| 416年 \| 417年 \| 418年 \| 419年 \| 420年 \| 421年                                                                          |
| 纪年： | 丙辰年（龙年）；东晋义熙十二年；后秦弘始十八年，永和元年；北魏神瑞三年，泰常元年；北凉玄始五年；西涼建初十二年；北燕太平八年；夏凤翔四年；西秦永康五年；白亚栗斯建平二年 |

## 大事记
- 西哥德人入侵伊比利半島，驅逐島上的日耳曼人。
- 秦文桓帝姚興去世，長子姚泓繼位，國中陷入內亂，東晉劉裕趁機以檀道濟及王鎮惡等為前鋒北伐後秦。

## 逝世
- 姚兴（366年出生，50岁）